# Maen-Roch
Maen-Roch – gmina we Francji, w regionie Bretania, w departamencie Ille-et-Vilaine. W 2013 roku liczba ludności wynosiła 4732 mieszkańców. 
Gmina została utworzona 1 stycznia 2017 roku z połączenia dwóch ówczesnych gmin: Saint-Brice-en-Coglès oraz Saint-Étienne-en-Coglès. Siedzibą gminy została miejscowość Saint-Brice-en-Coglès.